# Угінген
Угінген (нім. Uhingen) — місто в Німеччині, знаходиться в землі Баден-Вюртемберг. Підпорядковується адміністративному округу Штутгарт. Входить до складу району Геппінген.
Площа — 24,79 км2. Населення становить 14 479 ос. (станом на 31 грудня 2020).